# Rysslands bidrag i Eurovision Song Contest

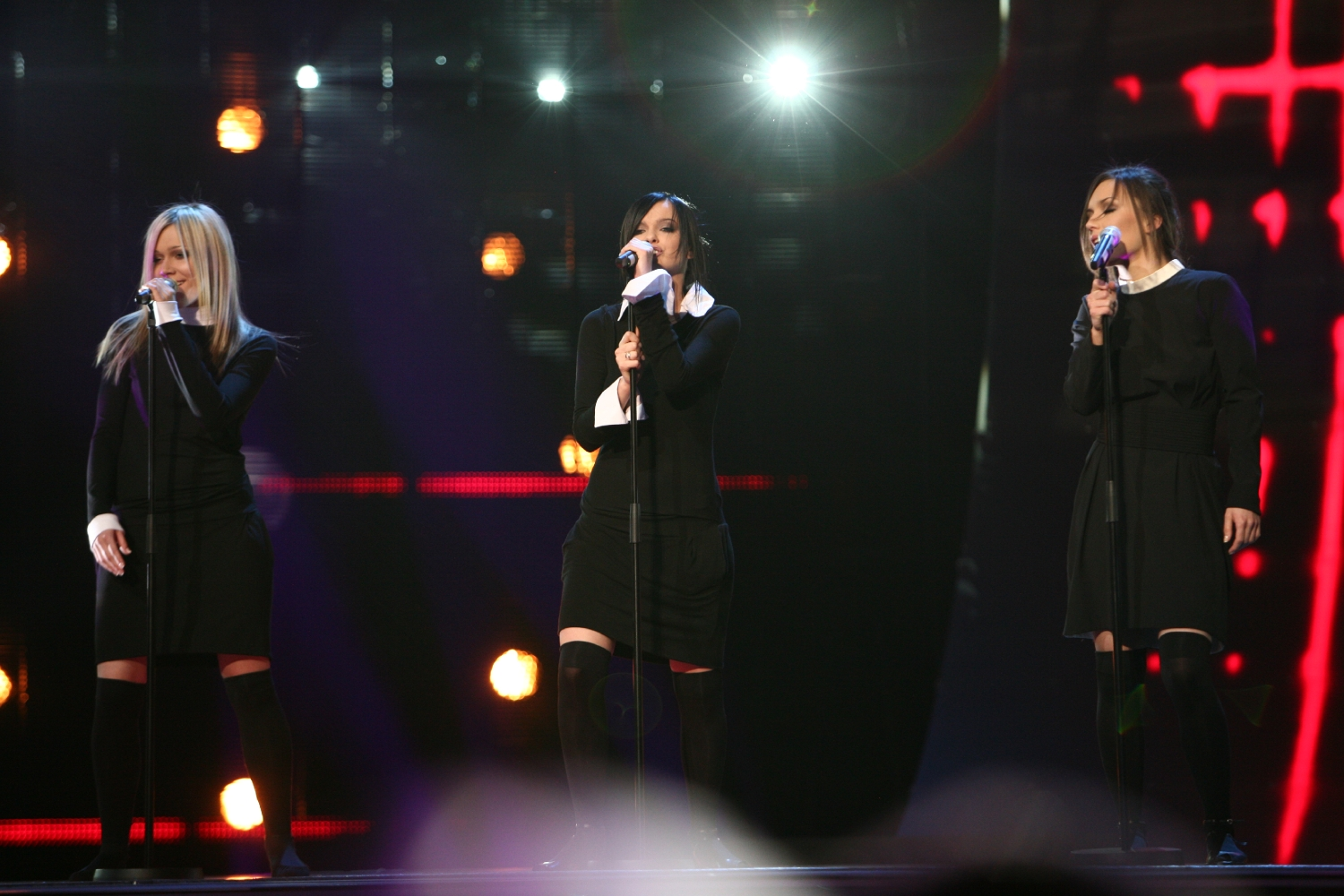
Serebro i Helsingfors 2007

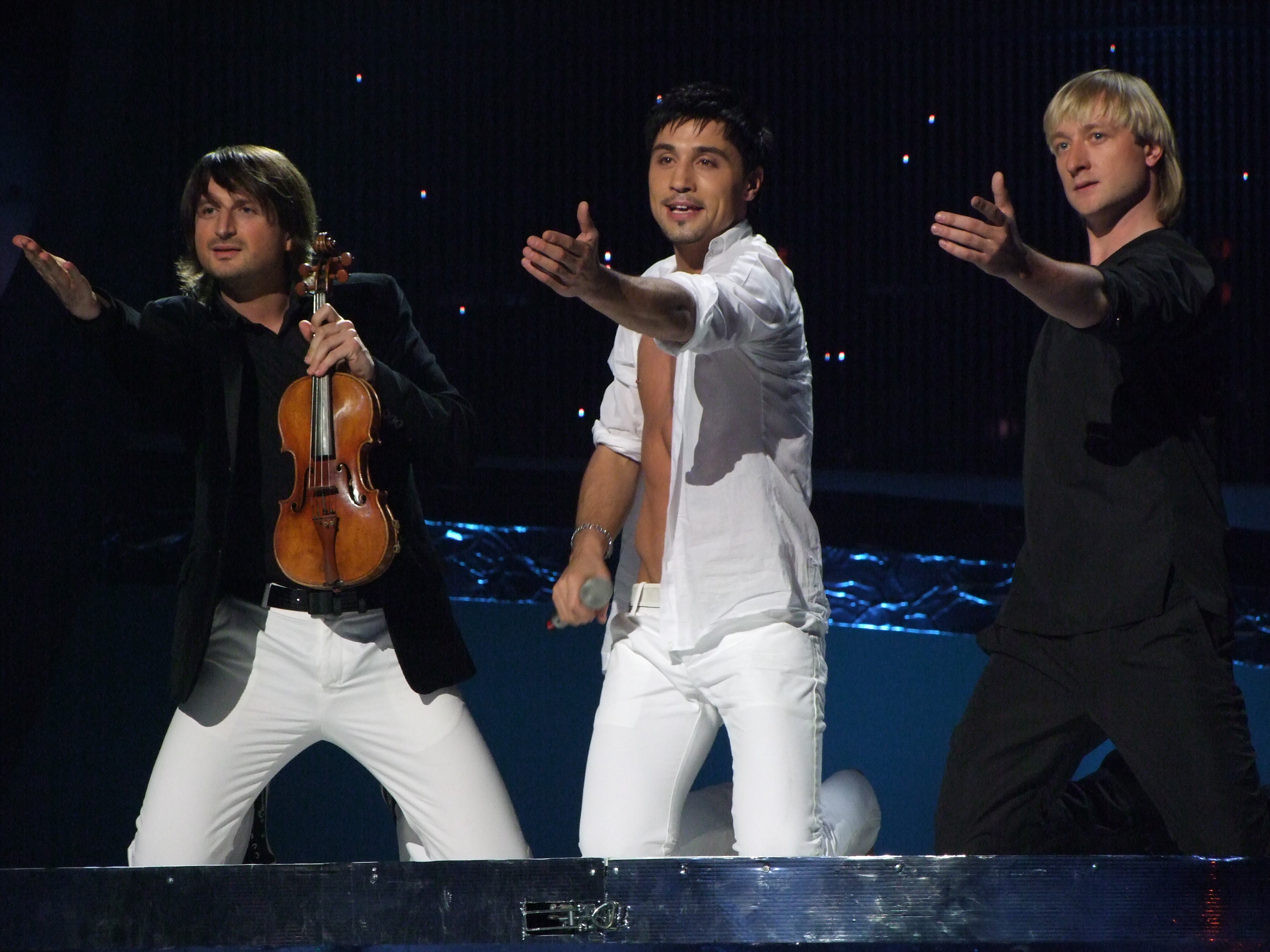
Dima Bilan i Belgrad 2008

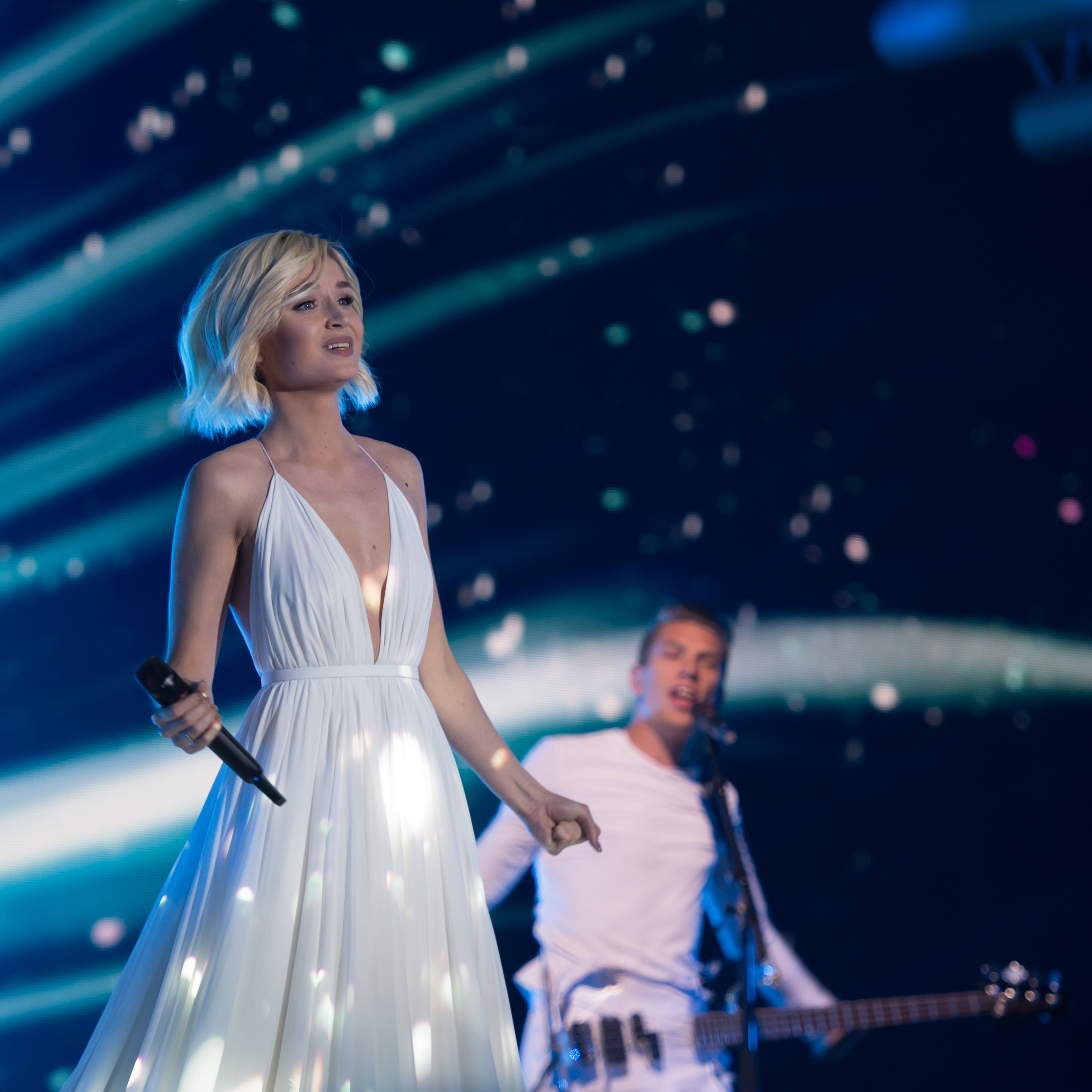
Polina Gagarina i Wien 2015

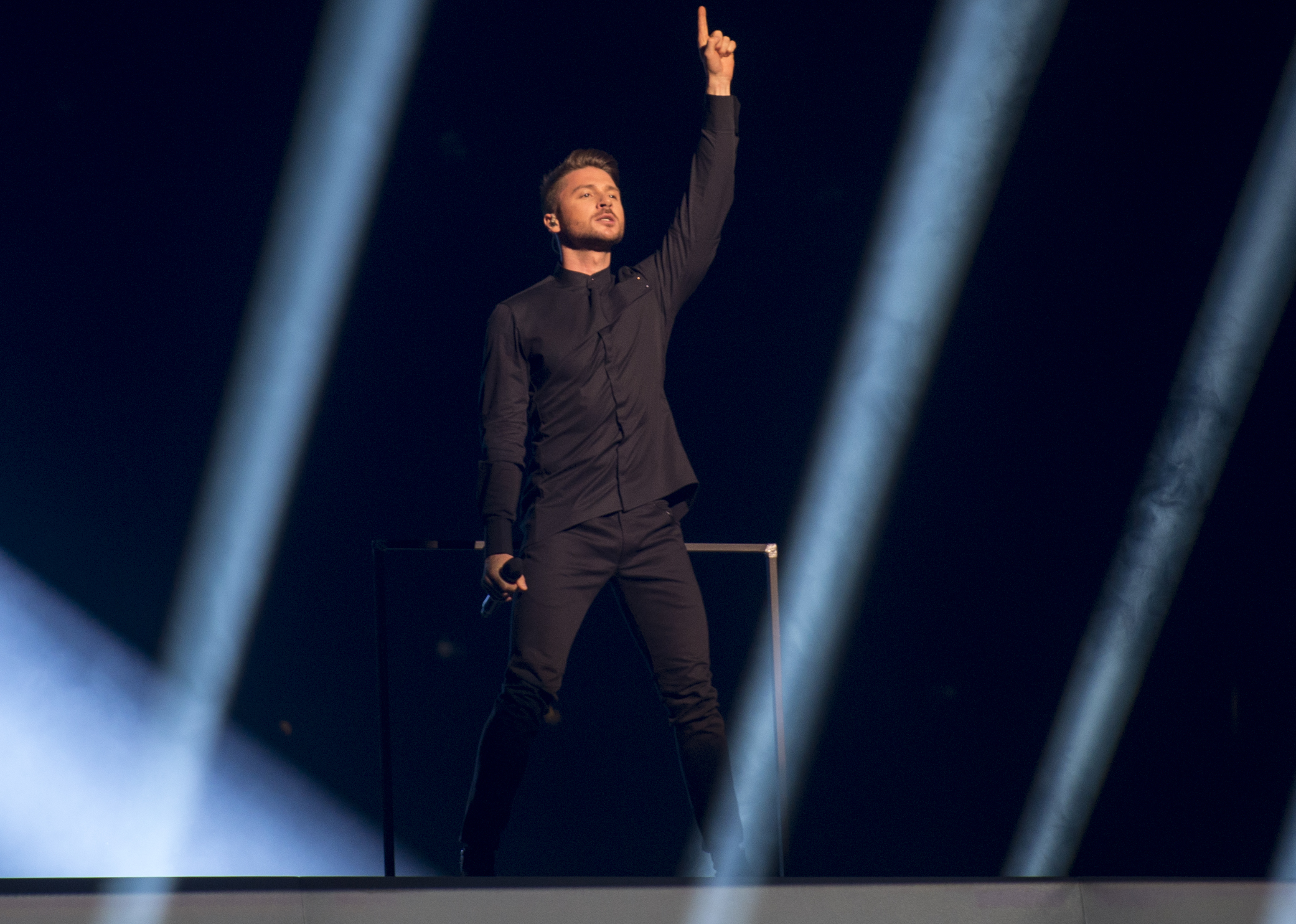
Sergej Lazarev i Stockholm 2016

Ryssland debuterade i Eurovision Song Contest 1994 och har till och med 2021 deltagit 23 gånger. Det ryska tv-bolaget VGTRK har ansvarat för Rysslands medverkan varje år sedan 1994. Genom åren har Ryssland varierat sitt sätt att utse artisten och bidraget, antingen genom internval eller en nationell tävling.
Ryssland har hittills vunnit tävlingen en gång; 2008. Förutom segern har Ryssland stått på pallplats vid ytterligare åtta tillfällen; fyra andra platser (2000, 2006, 2012 och 2015) och fyra tredje platser (2003, 2007, 2016 och 2019). Tack vare överlag höga placeringar i tävlingen hör Ryssland till ett av tävlingens mest framgångsrikaste länder. 

## Ryssland i Eurovision Song Contest

### Historik
Ryssland gjorde debut i Eurovision Song Contest 1994 i Dublin, Irland. Landets första representant, Youddiph med låten Vetjnyj strannik, slutade på nionde plats vid landets första försök i tävlingen. Året därpå representerade Filipp Kirkorov landet med låten Kolybelnaja dlja vulkana som slutade på sjuttonde plats. Kirkorov är numera känd som en av Rysslands och dom andra forna Sovjetrepublikernas mest kända låtskrivare som genom åren skrivit låtarna åt representanter från Ryssland, Belarus, Ukraina och Moldavien. 1996 hade Ryssland valt ett bidrag för finalen i Oslo, Ya eto Ya med Andrej Kosinskij , men bidraget kvalificerade sig inte till finalen på grund av en kvalificeringsomgång där juryn fick utse vilka 22 bidrag som skulle få delta i finalen, detta gjorde att Ryssland fick stanna hemma. De placerade sig 26:e av totalt 29 bidrag. Året efter återkom Ryssland till tävlingen och skickade denna gången en av landets mest kända sångerska, Alla Pugatjova. Pugatjova slutade på femtonde plats i finalen i Dublin. Detta medförde att Ryssland behövde utebli från tävlingen året efter. De dåvarande tävlingsreglerna innebar att länder som placerade sig sämre ett år fick avstå medverkan året därpå för att kunna göra plats åt andra länder som hade fått avstå året innan att delta. 1998 skickade man därmed ingen representant till tävlingen och gjorde inte det heller 1999, trots att man var berättigad att skicka ett bidrag det året. Ryssland kom tillbaka till tävlingen 2000 i Stockholm och gick hela vägen till andra plats med låten Solo framförd av Alsou. Resultatet blev Rysslands första pallplats i tävlingen. Nästa pallplats kom 2003 med Tatu och låten Ne ver', ne bojsja. Ryssland slutade trea i finalen i Riga. På förhand hade duon orsakat problem och skandaler. Det gick rykten om att de skulle vara lesbiska, och duon orsakade problem för arrangörerna, fullföljde inte en enda hel repetition och kom även i gräl med Lou som representerade Tyskland. Gruppen blev varnad av EBU på grund av sitt uppträdande. Duon slutade trea med tre poäng bakom vinnaren Turkiet och en poäng bakom tvåan Belgien. 
När systemet med semifinal infördes 2004 var Ryssland direktkvalificerade till finalen i Istanbul tack vare Tatus tredjeplats i Riga året innan. Enligt dåvarande system direktkvalificerade sig samtliga topp tio länder till finalen året därpå. I finalen placerade sig Ryssland på elfte plats. Trots att man hamnade på elfte plats kvalade sig landet till finalen i Kiev året efter, detta eftersom Spanien och Tyskland, som en del av The Big four, slutat inom topp tio det året så gav man Ryssland och Malta (som slutade på tolfte plats) en direktplats till finalen 2005. Men i finalen 2005 slutade man på femtonde plats vilket medförde att Ryssland behövde vara i semifinal året därpå. I Aten 2006 representerade Dima Bilan landet med låten Never Let You Go som slutade på tredje plats i semifinalen och slutade tvåa i finalen. Succéresultatet från finalen 2006 följdes av en bronsplats i Helsingfors 2007 med tjejtrion Serebro och låten Song #1. När systemet med två semifinaler infördes 2008 valde man att ge Dima Bilan en andra chans. Bilan slutade trea i sin semifinal men gick hela vägen till seger i Belgrad före grannlandet Ukraina som slutade tvåa. Ryssland tog därmed sin första och hittills enda seger i tävlingen. Ryssland fick därmed äran att arrangera tävlingen 2009 vilket hölls i Moskva. Mellan 2009 och 2011 gick Ryssland till finalen men lyckades inte nå några större framgångar. 2012 kom man tillbaka på pallplats och slutade tvåa bakom Sverige i finalen i Baku. Ryssland bjöd på ett minnesvärt framträdande då musikgruppen Buranovskije Babusjki, bestående av åtta udmurtiska gummor, med låten Party for Everybody där dom på scenen hade en ugn som under framträdandet bakade kakor. Nästa pallplats uppnåddes 2015 där man återigen slutade på andra plats. Under röstningsomgången var det Ryssland mot Sverige, men mot slutet av röstningen drog Sverige ifrån och Ryssland blev tvåa, ett slutresultat som liknar det från 2012. 2016 representerade Sergej Lazarev landet. Lazarev vann semifinalen men slutade på tredje plats i finalen i Stockholm. Hade endast tittarröster räknats i finalen hade Ryssland vunnit då tittarrösterna placerade Ryssland först. 
Ryssland meddelade i sista minuten att landet skulle delta i tävlingen 2017 som hölls i Kiev, Ukraina. Ukrainas säkerhetstjänst, SBU, utredde dock om det fanns en möjlighet att förbjuda den ryska representanten Julia Samojlova att delta i tävlingen. Orsaken uppgavs vara Samojlovas konsert på halvön Krim sommaren 2015. Hon misstänktes för att ha brutit mot ett ukrainskt beslut som innebär att utlänningar (icke-ukrainare) som besöker Krim måste ha ett specialtillstånd utfärdat av Ukraina. Ukrainas säkerhetstjänst (SBU) bekräftade att Samojlova hade förbjudits från att komma till Ukraina under tre år efter att ha olagligt rest till Krim. EBU svarade med att säga att alla deltagare är välkomna till Kiev. Frants Klintsevitj, förste vice ordförande i ryska federationsrådet, hotade med att Ryssland skulle bojkotta ESC om inte dess organisatörer förklarade den ukrainska regeringens beslut vara "oacceptabelt". Kort efter meddelade dock den ryska TV-kanalen sitt avhopp från tävlingen. Samojlova fick därmed representera landet i Lissabon 2018 då man återvände, men Ryssland misslyckades med att kvala sig till finalen för första och enda gången hittills. Likt Dima Bilan fick Sergej Lazarev en till chans att representera landet, då denna gången fick han åka till Tel Aviv 2019 med låten Scream. För Lazarev resulterade det återigen i en tredje plats i finalen vilket var fjärde gången där Ryssland slutade på bronsplatsen. 2021 representerades landet av Manizha med låten Russian Woman. Bidraget orsakade kontroverser i hemlandet då låten handlar om; ryska kvinnor, sångerskans aktivism för HBTQ-rättigheter och kvinnors rättigheter. Bidraget slutade trots allt på nionde plats i finalen. 
Den 25 februari 2022 meddelade EBU att på grund av Rysslands invasion av Ukraina 2022 kommer Ryssland diskvalificeras från att delta i Eurovision Song Contest 2022. Dagen därpå meddelade VGTRK att de kommer lämna EBU, vilket innebär att Ryssland inte kommer kunna delta i kommande tävlingar och annat angående EBU tills de går med igen.

### Nationell uttagningsform
Ryssland har inget standardsystem att utse sin representant och bidrag. Antingen väljs bidraget ut genom internval eller en nationell tävling. När det gäller nationella tävlingar har upplägget vid alla förutom ett varit endast en nationell final med olika antalet bidrag från år till år. Endast 2005 var upplägget fyra semifinaler och en final. 

## Resultattabell
| 1 | Vinnare                            |
| 2 | Andra plats                        |
| 3 | Tredje plats                       |
| ◁ | Sista plats                        |
| X | Ett bidrag valdes men tävlade inte |

| År                               | Artist                | Bidrag                   | Språk                | Final              | Poäng              | Semi               | Poäng              |
| -------------------------------- | --------------------- | ------------------------ | -------------------- | ------------------ | ------------------ | ------------------ | ------------------ |
| 1994                             | Youddiph              | Vetjnyj strannik         | Ryska                | 9                  | 70                 | Inga Semifinaler   | Inga Semifinaler   |
| 1995                             | Filipp Kirkorov       | Kolybelnaja dlja vulkana | Ryska                | 17                 | 17                 | Inga Semifinaler   | Inga Semifinaler   |
| 1996                             | Andrej Kosinskij      | Ya eto Ya                | Ryska                | Kvalificerade inte | Kvalificerade inte | 26                 | 14                 |
| 1997                             | Alla Pugatjova        | Primadonna               | Ryska                | 15                 | 33                 | Inga semifinaler   | Inga semifinaler   |
| Deltog inte mellan 1998 och 1999 |                       |                          |                      |                    |                    |                    |                    |
| 2000                             | Alsou                 | Solo                     | Engelska             | 2                  | 155                | Inga semifinaler   | Inga semifinaler   |
| 2001                             | Mumij Troll           | Lady Alpine Blue         | Engelska             | 12                 | 37                 | Inga semifinaler   | Inga semifinaler   |
| 2002                             | Prime Minister        | Northern Girl            | Engelska             | 10                 | 55                 | Inga semifinaler   | Inga semifinaler   |
| 2003                             | Tatu                  | Ne ver', ne bojsja       | Ryska                | 3                  | 164                | Inga semifinaler   | Inga semifinaler   |
| 2004                             | Julija Savitjeva      | Believe Me               | Engelska             | 11                 | 67                 | Direktkvalificerad | Direktkvalificerad |
| 2005                             | Natalja Podolskaja    | Nobody Hurt No One       | Engelska             | 15                 | 57                 | Direktkvalificerad | Direktkvalificerad |
| 2006                             | Dima Bilan            | Never Let You Go         | Engelska             | 2                  | 248                | 3                  | 217                |
| 2007                             | Serebro               | Song #1                  | Engelska             | 3                  | 207                | Direktkvalificerad | Direktkvalificerad |
| 2008                             | Dima Bilan            | Believe                  | Engelska             | 1                  | 272                | 3                  | 135                |
| 2009                             | Anastasija Prychodko  | Mamo                     | Ryska, ukrainska     | 11                 | 91                 | Värdland           | Värdland           |
| 2010                             | Pjotr Nalitj Band     | Lost And Forgotten       | Engelska             | 11                 | 90                 | 7                  | 74                 |
| 2011                             | Aleksej Vorobjov      | Get You                  | Engelska, ryska      | 16                 | 77                 | 9                  | 64                 |
| 2012                             | Buranovskije Babusjki | Party for Everybody      | Udmurtiska, engelska | 2                  | 259                | 1                  | 152                |
| 2013                             | Dina Garipova         | What If                  | Engelska             | 5                  | 174                | 2                  | 156                |
| 2014                             | Tolmachevy Sisters    | Shine                    | Engelska             | 7                  | 89                 | 6                  | 63                 |
| 2015                             | Polina Gagarina       | A Million Voices         | Engelska             | 2                  | 303                | 1                  | 182                |
| 2016                             | Sergej Lazarev        | You Are the Only One     | Engelska             | 3                  | 491                | 1                  | 342                |
| 2017                             | Julia Samojlova       | Flame Is Burning         | Engelska             | Drog sig ur        | Drog sig ur        | Drog sig ur        | Drog sig ur        |
| 2018                             | Julia Samojlova       | I Won't Break            | Engelska             | Kvalificerade inte | Kvalificerade inte | 15                 | 65                 |
| 2019                             | Sergej Lazarev        | Scream                   | Engelska             | 3                  | 370                | 6                  | 217                |
| 2020                             | Little Big            | Uno                      | Engelska, spanska    | Tävlingen inställd | Tävlingen inställd | Tävlingen inställd | Tävlingen inställd |
| 2021                             | Manizha               | Russian Woman            | Ryska, engelska      | 9                  | 204                | 3                  | 225                |
| Avstängd från tävlan sedan 2022  |                       |                          |                      |                    |                    |                    |                    |